# Ania Szarmach

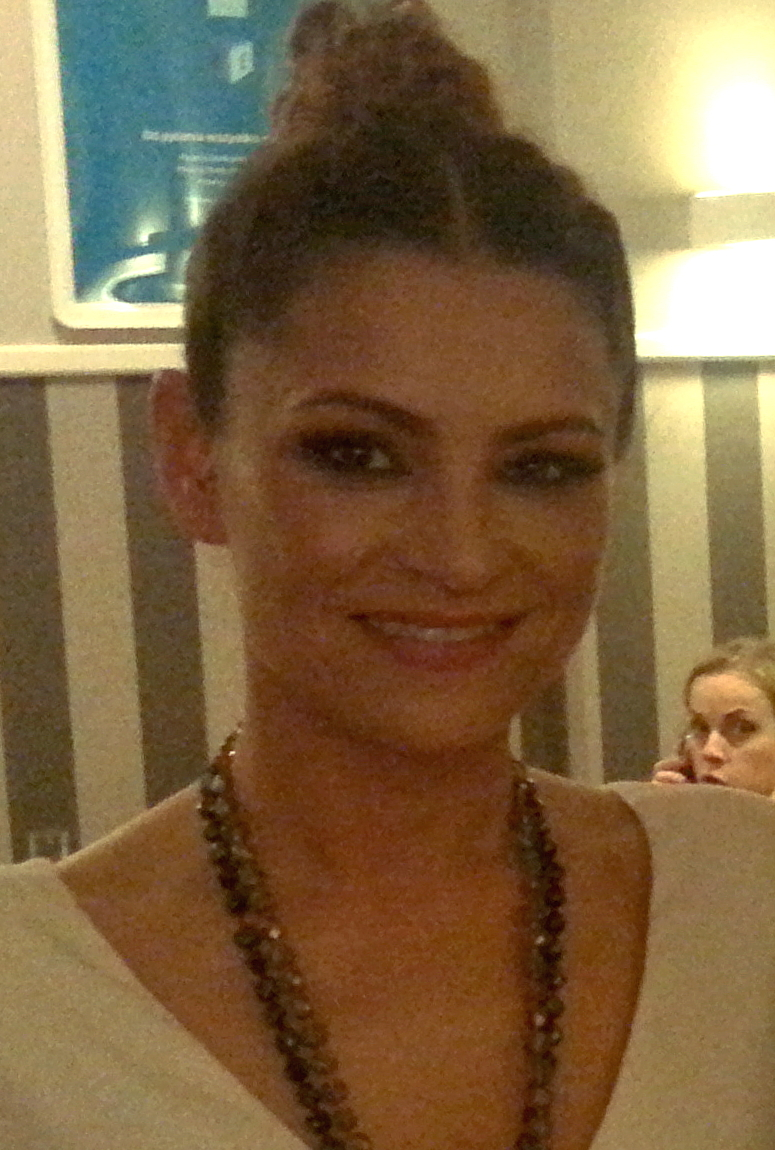
Szarmach (2014)

Ania Szarmach,  również Sharmi (ur. 12 lutego 1978 w Starogardzie Gdańskim) – polska wokalistka, kompozytorka i autorka tekstów, członkini Akademii Fonograficznej ZPAV.

## Życiorys

### Edukacja
Ukończyła podstawową szkołę muzyczną w Starogardzie Gdańskim w klasie fortepianu, uczyła się także gry na saksofonie. Ukończyła z wyróżnieniem wokalistykę na studiach dziennych na Wydziale Jazzu i Muzyki Rozrywkowej Akademii Muzycznej w Katowicach. Pracuje jako instruktor sztuki wokalnej, m.in. w Akademii Muzycznej im.Grażyny i Kiejstuta Bacewiczów w Łodzi i Ośrodku Kultury Ochoty im. Jerzego Wasowskiego w Warszawie. Prowadzi też warsztaty wokalne oraz szkolenia zespołowe dla muzyków i wokalistów w całej Polsce.

### Kariera
Rozpoczęła pierwsze profesjonalne nagrania w 1994 roku. W 1996 roku wzięła udział w programie Szansa na sukces, gdzie wykonywała piosenkę z repertuaru grupy Lady Pank „To, co mam”. W kolejnych latach występowała w chórkach. Współpracowała z artystami, takimi jak Edyta Górniak, Natalia Kukulska, Ewa Bem, Poluzjanci, Sistars, Sokół & Pono, Kayah czy Andrzej Piaseczny. Jej pierwszym samodzielnym sukcesem był utwór „Obejmij mnie”, zamieszczony na składance pt. Święta, święta. Utwór ten zanotował ponad 500 tys. pobrań jako plik MP3.
W sierpniu 2006 wystąpiła z utworem „Take It Or Leave It” i coverem przeboju „I Believe I Can Fly” R. Kelly’ego na festiwalu Top Trendy, gdzie została wyróżniona drugim miejscem konkursu Trendy w głosowaniu telewidzów oraz statuetką WP (pierwsze miejsce w głosowaniu internautów). Pod koniec października wydała album pt. Sharmi, będący mieszanką tanecznych rytmów R&B i akustycznych ballad. W tym samym roku nagrała piosenkę „Radość dzielenia”, polską wersję językową utworu Melanie Thornton „Wonderful Dream”, która została wykorzystana w świątecznej kampanii reklamowej marki Coca-Cola. W lutym 2007 wzięła udział z utworem „Open Your Mind” w finale programu Piosenka dla Europy 2007. 13 czerwca 2008 zajęła drugie miejsce z utworem „Wybieram cię” w konkursie Premiery w ramach 45. Krajowego Festiwalu Piosenki Polskiej w Opolu.
5 lutego 2010 wydała album pt. Inna, który promowała singlami „Dlaczego” oraz „Inna”. W 2011 wzięła udział w nagraniu płyty pt. Czarodzieje Uśmiechu 2, na której zaśpiewała piosenkę „Rytm i melodia”; dochód ze sprzedaży albumu został przeznaczony na realizację programu „NIE nowotworom u dzieci”. 6 grudnia 2012 wydała trzeci autorski album pt. POZYTYWka, na którym gościnnie wystąpili Anna Maria Jopek oraz chór Sound’n’Grace. Album promowała singlem „Z tobą”, do którego powstał teledysk w reżyserii Celiny Skiby i Jacka Kościuszko.
W 2013 rozpoczęła współpracę z Frankiem McCombem, z którym zagrała serię jesiennych koncertów. W maju 2014 wyruszyli w duecie w ogólnopolską trasę koncertową, której zwieńczeniem był koncert transmitowany na żywo przez Program III Polskiego Radia.
22 kwietnia 2016 wydała czwarty album studyjny pt. Shades of Love, który nagrała z producentami Maciejem Golińskim i Grzegorzem Jabłońskim, a gościnnie na płycie pojawili się wykonawcy: Mark Boretti, Frank McComb, Marcin Wasilewski, Adam Bałdych, Piotr Żaczek, Robert Luty, Michał Miśkiewicz, Kasia Dereń, Ryszard Bazarnik, Piotr Zabrodzki, Damian Kurasz, Maciej Mąka, Maciej Kociński, Dariusz Plichta, Jakub Waszczeniuk, Michał Milczarek i Miłosz Pękala. Płytę promowała singlami: „Rolling Stones” i „City of Music”. W sierpniu na Festiwalu Gospel w Gniewie zagrała pierwszy koncert pod szyldem Ania Szarmach w piosenkach Natalie Cole, podczas którego wykonała zaaranżowane przez siebie i kierownika muzycznego Grzegorza Jabłońskiego utwory Natalie Cole.

## Dyskografia
| 2006                           | Sharmi - Data: 23 października 2006 - Wydawca: Warner Music Poland | 50 |
| 2010                           | Inna - Data: 5 lutego 2010 - Wydawca: Agora S.A.                   | –  |
| 2012                           | POZYTYWka - Data: 6 grudnia 2012 - Wydawca: Agora S.A.             | –  |
| 2016                           | Shades of Love - Data: 22 kwietnia 2016 - Wydawca: Agora S.A.      | –  |
| „–” pozycja nie była notowana. |                                                                    |    |

| 2003                           | 15 Minut Projekt – „Najdłuższy chillout w mieście” (oraz Sokół, Ania Szarmach) | 39 | –  |
| 2006                           | „Silna”                                                                        | 45 | –  |
| 2007                           | „Open Your Mind”                                                               | –  | –  |
| 2007                           | „Sky Is the Limit” (oraz Bartek Królik)                                        | –  | –  |
| 2007                           | „Dookoła Ciebie”                                                               | –  | –  |
| 2008                           | „Wybieram Cię”                                                                 | –  | 12 |
| 2009                           | „Dlaczego”                                                                     | –  | –  |
| 2012                           | „Z Tobą”                                                                       | –  | 21 |
| 2016                           | „Rolling Stones”                                                               | –  | –  |
| 2016                           | „City of Music”                                                                | –  | –  |
| „–” pozycja nie była notowana. |                                                                                |    |    |

### Inne
| Rok  | Tytuł                               | Uwagi                                                 |
| ---- | ----------------------------------- | ----------------------------------------------------- |
| 1999 | Edyta Górniak – Live ’99            | - śpiew w utworze: „Stop!”                            |
| 2000 | Funky Filon – Autorytet             | - śpiew w utworze: „Przesilenie”                      |
| 2003 | Sistars – Siła sióstr               | - śpiew w utworze: „Bierz, bierz...”                  |
| 2003 | 15 Minut Projekt – 15 Minut Projekt | - śpiew w utworze: „Najdłuższy chillout w mieście”    |
| 2008 | TPWC – Ty przecież wiesz co         | - śpiew w utworach: „Jednorazowo” i „Wewnętrzny głos” |
| 2011 | Slow – Art of Silence               | - gościnnie w utworze: „Na skraju dróg”               |

## Nagrody i wyróżnienia
| Rok  | Kategoria                              | Nagroda      | Uwagi     |
| ---- | -------------------------------------- | ------------ | --------- |
| 2007 | Płyta hip-hop (Sharmi)                 | Superjedynki | Nominacja |
| 2007 | Debiut roku                            | Superjedynki | Nominacja |
| 2011 | Album roku hip-hop/ R&B/ reggae (Inna) | Fryderyk     | Nominacja |